# Wołcza Wielka (osada)
Wołcza Wielka – osada w Polsce, położona w województwie pomorskim, w powiecie bytowskim, w gminie Miastko, w pobliżu jezior Wołczyca i Kościelnego.
W latach 1975–1998 miejscowość administracyjnie należała do województwa słupskiego.